# توماس برینکمان
توماس برینکمان (آلمانی: Thomas Brinkmann؛ زادهٔ ۵ ژانویهٔ ۱۹۶۸) بازیکن هاکی روی چمن اهل آلمان است.